# Shivaji Nagar
Shivaji Nagar è una città dell'India di 14.793 abitanti, situata nel distretto di Chandrapur, nello stato federato del Maharashtra. In base al numero di abitanti la città rientra nella classe IV (da 10.000 a 19.999 persone).

## Geografia fisica
La città è situata a 20° 08' 47 N e 79° 00' 02 E.

## Società

### Evoluzione demografica
Al censimento del 2001 la popolazione di Shivaji Nagar assommava a 14.793 persone, delle quali 7.902 maschi e 6.891 femmine. I bambini di età inferiore o uguale ai sei anni assommavano a 2.022, dei quali 1.053 maschi e 969 femmine. Infine, coloro che erano in grado di saper almeno leggere e scrivere erano 10.111, dei quali 6.025 maschi e 4.086 femmine.